# Pascal Morelli
Pascal Morelli és un director de cinema i guionista francès nascut el 4 de maig de 1961 a París (França).

## Filmografia

### Com a director
- 1990 : Sophie et Virginie (sèrie de televisió)
- 1995 : Instinto del asesino (sèrie de televisió)
- 1995 : Gadget Boy and Heather (sèrie de televisió)
- 1996 : Les Exploits d'Arsène Lupin (sèrie de televisió)
- 1997 : The Legend of Calamity Jane (sèrie de televisió)
- 2002 : Corto Maltese, la cour secrète des arcanes, basat en Corto Maltese en Sibérie.[2]
- 2006 : Shuriken School (sèrie de televisió)
- 2007 : Shuriken School, le film (DTV)
- 2015 : 108 Rois-Démons (pel·lícula d'animació)